# Candelaria (reptiel)
Candelaria is een geslacht van uitgestorven owenettide parareptielen. Het was de eerste procolophonomorf die in 1942 werd ontdekt in de Santa Maria-formatie in het geopark van Paleorrota, in de stad Candelária, door Llewellyn Ivor Price en beschreven in 1947. De soortaanduiding eert de in 1947 overleden Erwin Hinckley Barbour.
Het holotype is DGM 314Ra, een schedel met onderkaken gevonden bij Sanga Pinheiros. In 2021 werd een tweede exemplaar beschreven, specimen CAPPA/UFSM 0225 dat mede delen van de postcrania omvat.
De schedel en onderkaken zijn nog geen vijf centimeter lang en twee centimeter hoog. Het dier als geheel was ongeveer veertig centimeter lang en leefde tijdens het Ladinien in het Midden-Trias, van ongeveer 242 tot 235 miljoen jaar geleden. De kop is breed met bolle zijkanten en een spitse snuitpunt. De oogkassen zijn zeer groot. Een eigenaardigheid is de aanwezigheid van slaapvensters.